# 莫登庸
莫 登庸（ばく とうよう、マク・ダン・ズン、ベトナム語：Mạc Đăng Dung、1483年? - 1541年9月12日）は、ベトナム莫朝の初代皇帝。廟号は莫太祖（Mạc Thái Tổ マク・タイ・トー）。
後黎朝の朝廷に仕え、度重なるクーデターなどの情勢の混乱に乗じて権力を奪取し、主君の昭宗を弑殺、その弟の恭皇を傀儡として禅譲を強要し、自ら皇帝に即位して莫朝を建国した。しかし黎朝の皇族の生き残りにより樹立された亡命政権との間で統治圏は二分され、さらに外交面では中国の明朝による圧迫を招いた。ベトナムの歴史書である大越史記全書では、「奪取黎朝天下，僭稱位號」と記され僭称者として扱われた。

## 生涯

### 黎朝に仕官
1483年に宜陽（現在のハイフォン市キエントゥイ県）で生まれたと伝わる。陳朝の状元合格者であった莫挺之の七世孫に当たる。幼少期は家庭が貧しく、生活のため父と共に漁業に従事して生計を立てていた。やがて成長すると朝廷に仕え、前黎朝の皇帝である威穆帝の身辺警護を命じられた。
威穆帝が暴政の末反乱の中で没し、代わって従兄弟の襄翼帝が即位すると、莫登庸は武川伯に封じられた。その襄翼帝も暴政により重臣の鄭惟㦃の反乱によって殺害されると、鄭惟㦃は襄翼帝の甥（弟の子）の黎光治を擁立した。しかし間もなく皇帝には新たに襄翼帝の別の甥（兄の子）の黎椅（昭宗）が擁立され、黎光治は西都に送られた後に、鄭惟㦃の兄の鄭惟岱によって自身の弟2人共々殺害された。この混乱に際して陳朝の太宗陳煚の玄孫を称した陳暠が反乱を起こし、この反乱を平定した陳真が権力を掌握した。また同じく陳暠の反乱鎮圧に功のあった鄭綏（黎朝開国の功臣鄭克復の末裔）と阮弘裕（丁朝の宰相阮匐・黎朝開国の功臣阮廌らの末裔、阮朝の祖先阮淦の再従兄弟あるいは父）が対立し軍事衝突に発展すると、陳真は鄭綏を支援して阮弘裕を敗走させた。この時山南を守っていた莫登庸は、陳真から阮弘裕の殺害を提案されたが、莫登庸はこれを却下した。
陳真が朝廷を掌握すると、莫登庸は長男の莫登瀛を陳真の娘と結婚させて姻戚関係を結んだ。しかし陳真は専横を嫌った昭宗に暗殺されるも、その朋党の阮敬・阮盎による反乱により昭宗は首都昇龍を追われ、阮弘裕の下へと逃亡した。ここで莫登庸は昭宗を宝州に迎え入れてその身柄を保護し、以降も阮敬・阮盎の反乱軍の鎮圧で功を上げた事で、阮弘裕に代わって昭宗の信頼を得た。これに対し鄭綏らは対立皇帝として最初に黎榜、次いで黎槱を擁立し莫登庸に対抗したが、莫登庸は鄭綏の軍を大破して黎槱を殺害し、阮敬・阮盎らの率いる反乱軍も降伏させるなど、その勢力を徐々に拡大していった。こうして1521年、仁国公に封じられた莫登庸は軍権を掌握し、同年には陳暠の子の陳㫒率いる反乱軍の残党を一掃、翌年には黎克綱・黎伯孝の反乱を鎮圧した。

### 簒奪前夜
権勢を拡大した莫登庸は昭宗を支配下に置くべく、宮廷に派遣した侍女を通して昭宗の一挙一動を逐一監視・報告させるなど、その身柄を圧迫した。これに耐えかねた昭宗は1522年、首都の昇龍を密かに脱出し、山西に拠点を置き莫登庸と対立する鄭綏の下に逃亡した。これを知った莫登庸は「昭宗は奸臣に唆されて身柄を連れ去られた」として、昭宗の弟であった黎椿（恭皇帝）を新たな皇帝として擁立した。
昭宗は当初大きな勢力を持っていたが、佞臣である宦官の范田が保身のために鄭綏の部下の殺害を昭宗に勧めるなどしたため、鄭綏との関係が悪化した。莫登庸は昭宗の陀陽王への降格を宣言し、1525年にはついに昭宗の身柄を奪い、昇龍に監禁した上で沛渓伯范金榜に命じて殺害した。またこの頃既に帝位簒奪の意思を固めていた莫登庸は、陳真の息子の一人の陳実を弘休伯に封じる事で、旧陳真勢力の支持獲得を図った。さらに1527年、恭皇より九錫の授受と安興王への封爵を受け、また莫登庸を周公旦に準える賛辞の詩が上奏された。並びに群臣によって恭皇による禅譲の建議が行われ、この場において黎朝への忠誠を貫いた大臣たちは莫登庸を侮辱し、その者たちは一人残らず処刑された。

### 皇帝として親政
こうして1527年、莫登庸は恭皇より帝位の禅譲を受け、新王朝を創設した（莫朝）。元号を明徳と改め、建国の功臣に対する封爵を行った。また恭皇を泰王に降封した後に、母の鄭氏鸞と共に自害を強要した。混乱を恐れた莫登庸は黎朝の律令をそのまま引き継ぎ、黎朝の遺臣の支持の掌握を図った。しかし黎朝の功臣の子孫たちの大半は亡命あるいは隠遁し、中には盗賊となる者すらあったとされる。阮弘裕の養子の阮淦も弟と共に逃亡して黎朝の復興を図り、後に莫朝を滅ぼす敵対勢力へと発展する事となる。翌年の1528年より、莫登庸は兵制・田制・地方官制などの改革に着手した。
1529年、老齢のため子の莫登瀛（廟号：莫太宗）に譲位し、自らは太上皇に即位した。退位後は宜陽県古斎の祥光殿にて幼少期同様に釣魚を楽しむ生活を送ったが、その一方で莫朝の朝政の実権はまだ莫登庸が握っており、莫登瀛政権を外部から支援する役割を担う事が真の目的であったという。

### 旧黎朝勢力との戦い
1530年、黎朝の宗室の外孫を名乗った黎意が椰州にて起兵し、昭宗の時期の元号であった光紹の号の回復を宣言した。この反乱に黎朝の遺臣たちが結集し、兵の数は瞬く間に数万にまで膨れ上がった。太上皇であった莫登庸は親征して討伐に向かったが、連戦連敗を喫して昇龍に撤退し、黎意の軍は西都城を占領した。次いで莫登瀛の親征軍も大敗を喫するが、直後に麟国公莫国楨の奇襲によって黎意は捕らえられ、昇龍にて車裂きの刑に処された。しかし黎意の残党の一部は阮淦の下に逃亡し、阮淦は昭宗の息子を自称する黎寧を、皇帝として擁立した（荘宗）。
その後も黎朝の遺臣による反乱は相次ぎ、莫登庸は農民から槍・刀・ナイフなどの武器を没収し、違反者には刑罰を定めた。これにより莫朝の治安は好転し、「道端の拾い物を収奪する者はおらず、戸締まりをせずとも外を出歩ける」と言われるほどであったという。

### 明への恭順
遡って黎朝の昭宗の治世において既に、昭宗の母の鄭氏鸞は中国の明に対して、莫登庸による国主への圧迫を訴えていた。即位したばかりの嘉靖帝は鎮圧軍を派遣したものの、直後に発生した龍州での反乱の鎮圧のため引き上げてしまった。また1525年には昭宗自らが明への朝貢の使節を派遣しようとしていたが、莫登庸はこれを阻止していた。翌年には莫登庸は欽州の判官であった唐清という人物に賄賂を贈り、自らの傀儡であった恭皇への冊封を要求したが、唐清は投獄されたため計画は水の泡となっていた。
1528年、莫登庸は明への使者を派遣し、黎朝の子孫は断絶しており皇位の継承者は存在しないと報告し、また群臣の推戴と庶民の支持を十分に得ているとして、安南王への冊封を要求した。これに対し嘉靖帝は密かに人を派遣して現地の調査を命じたが、その結果莫登庸による簒奪の経緯と、各地の黎朝の旧皇族たちの存命を確認したため、莫朝の使者を痛烈に罵倒した。莫登庸はこれを多いに恐れ、多額の貢納金を支払う事でなんとか明朝との関係を維持する事ができた。またこの頃、黎朝の遺臣たちのうち明に亡命した人物の多くが、明朝の法廷に対し黎朝の復興の支援を求めていたが、莫登庸は明の当局に賄賂を贈ることでこれを妨害した。
1533年、黎朝の復興を掲げて皇帝を称した黎寧は、明に使者を派遣して莫登庸による簒奪の所業を上奏し、嘉靖帝は莫登庸の十の罪を並べ立て、莫朝への出兵準備を開始した。明軍は莫登庸・莫登瀛父子の首に懸賞金を掛けると共に、投降すればその罪を許すと宣言した。これを知った莫登庸は明に使者を派遣して恭順の意を示し、財宝の貢納や領土の割譲を行う事によって、なんとか明軍の出兵を押し留める事ができた。

### 最後
1542年、黎寧は阮淦やその部下である鄭検（黎朝開国の功臣鄭可の末裔）に命じて清華を奪取し、西都を首都として黎朝の復興を宣言した。これにより各地の反莫朝勢力の多くは黎朝に集結し、ベトナムは北には莫朝、南には復興した黎朝が並立する南北朝時代に突入する事となった。こうした状況の中で1541年に莫登庸は死亡し、孫の莫福海（憲宗）による親政が開始した。死後太祖の廟号と仁明高皇帝の諡号を贈られ、安陵にて葬られた。